# サミーラ・レッディ
サミーラ・レッディ（Sameera Reddy、1980年12月14日 - ）は、インドのボリウッドで活動していた女優。ボリウッドの他にテルグ語映画、タミル語映画、マラヤーラム語映画でも活動していた。

## 生い立ち
テルグ人の父とカンナダ人の母の家庭に生まれる。母ナクシャトラは娘たちやメディアから「ニキ」の愛称で呼ばれ、微生物学者としてNGOと協力して活動していた。姉が2人おり、メグナー・レッディはビデオジョッキー、スシャマ・レッディは女優、モデルとして活動している。
サミーラはムンバイのボンベイ・スコティッシュ・スクール、シデンハム商業&経済大学で教育を受け卒業した。彼女は自身について「おてんば娘」「家族の中の醜いアヒルの子」と表現しており、「私はふっくらして眼鏡をかけていたので、19歳になるまで魅力度はかなり低かったです」と語っている。
2014年1月21日に実業家アクシャイ・ヴァルデと結婚し、マハーラーシュトラの伝統的な結婚式を挙げた。2015年に息子、2019年7月12日に娘を出産した。

## キャリア
1997年にガザル歌手パンカジ・ウダースのミュージックビデオ「Aur Aahista」に出演した。2000年代にサラヴァナ・スッバイアーの『Citizen』で女優デビューする予定だったが、最終的に出演は見送られた。彼女はボリウッドで注目を集め、2002年にソーヘル・カーンの『Maine Dil Tujhko Diya』でヒロインに起用され、女優デビューした。2004年には『Musafir』でアニル・カプール、アディティア・パンチョリ、コエナ・ミトラと共演している。
2012年にミス・スリランカ・オンラインの審査員を務めた。2014年にヴァルデと結婚した直後、女優業からの引退を発表した。

## フィルモグラフィ

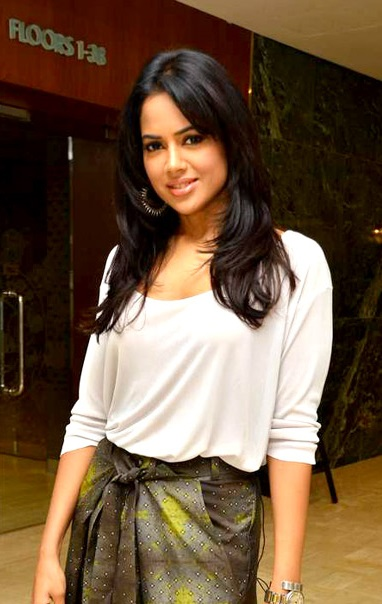
サミーラ・レッディ（2012年）

- Maine Dil Tujhko Diya（2002年） - アーイシャー・ヴァルマ
- Darna Mana Hai（2003年） - シュルティ
- Plan（2004年） - サプナ
- Musafir（2004年） - サーム
- Narasimhudu（2005年） - パラカド・パーパ
- Jai Chiranjeeva（2005年） - シャイラージャ
- No Entry（2005年） - ビーチガール
- Taxi No. 9211（2006年） - ルパリ
- Ashok（2006年） - アンジャーリー
- Naksha（2006年） - リヤ
- Migration（2007年） - ディヴィヤー
- Fool & Final（2007年） - パヤル
- Ami, Yasin Ar Amar Madhubala（2007年） - レーカ
- Race（2008年） - ミニ
- One Two Three（2008年） - ライラ
- Kaalpurush（2008年） - スプリヤ
- Vaaranam Aayiram（2008年） - メグハラ
- De Dana Dan（2009年） - マンプリート
- Aasal（2010年） - サラー
- Oru Naal Varum（2010年） - メーラ
- Red Alert: The War Within（2010年） - ラクシュミー
- Aakrosh（2010年）
- Mahayoddha Rama（2010年） - シーター
- Nadunisi Naaygal（2011年） - スカニア
- Vedi（2011年） - パールヴァティー
- Vettai（2012年） - ヴァサンティ
- Tezz（2012年） - メグハ
- Chakravyuh（2012年）
- Krishnam Vande Jagadgurum（2012年）
- Varadhanayaka（2013年） - ラクシュミー